# Ken Kelly
Ken W. Kelly (New London, 19 maggio 1946 – 3 giugno 2022) è stato un pittore statunitense specializzato nell'arte fantasy.

## Biografia
Nella sua carriera si è distinto per il suo stile incentrato in soggetti di genere sword and sorcery e fantasy eroico. È stato allievo di Frank Frazetta.
Come soggetti ricorrenti delle sue opere troviamo Conan il barbaro, Tarzan, scenari guerreschi, paesaggi esotici e tutti gli stilemi tipici di mondi onirici e di fantasia.
Ha curato l'artwork di copertina di numerose band quali Kiss, Manowar, Rainbow, Fathom, Coheed and Cambria, Crystal Empire e Alabama Thunderpussy oltre ad aver disegnato su commissione i personaggi di storiche linee di giocattoli quali i Micronauti e i Masters of the Universe.